# Pekao Open 2006
Il Pekao Open 2006 è stato un torneo di tennis facente parte della categoria ATP Challenger Series nell'ambito dell'ATP Challenger Series 2006. È stata la 14ª edizione del torneo e si è giocato a Stettino in Polonia dal 18 al 24 settembre 2006 su campi in terra rossa.

## Vincitori

### Singolare
Nicolás Lapentti ha battuto in finale  Bohdan Ulihrach con il punteggio di 3–6, 6–3, 6–3.

### Doppio
Tomas Behrend /  Christopher Kas hanno battuto in finale  Tomasz Bednarek /  Marcin Matkowski con il punteggio di 6–1, 3–6, [10–4].